# Журавлі (пісня The Hardkiss)
«Журавлі» — перший сингл українського музичного гурту «The Hardkiss» з їхнього третього студійного альбому «Залізна ластівка», який вийшов 19 вересня 2018 року. Солістка гурту, Юлія Саніна, є авторкою пісні.

## Про сингл
Солістка гурту, Юлія Саніна, написала пісню під час гастролей, в готельному номері під гітару.
Потім, записуючи пісню у студії, команда вирішила зберегти первісну атмосферу мінімалістичності — музиканти зробили акцент на голосі та мелодії.
|                | Я так часто пишу про драми, а тут мені захотілося створити світлу пісню, захотілося світлої ніжності. Ця пісня не схожа на те, що ми робили раніше. Я сумнівалася, чи візьмемо ми її в роботу. Але реакція Вала, музикантів і всіх наших друзів на „Журавлі“ була настільки зворушливою, що сумнівів не лишилось |
| — Юлія Саніна, | |

### Музичний відеокліп
21 липня 2017 року на YouTube було представлено музичне відео на цю композицію, яке за перший місяць зібрало більше мільйона переглядів.
Режисером відео виступив Валерій Бебко — креативний продюсер та гітарист гурту.
|                  | Ми знімали такі акустичні історії на самому початку нашого творчого шляху. Повернулися до цього формату, бо тут він найбільш доречний. Ніщо не відволікає від пісні, виконавця та переживань. Особисто для мене ч/б та акцент на очах Юлі — це улюблена атмосфера. |
| — Валерій Бебко, | |

На YouTube цей відеокліп, станом на квітень 2024 року, має понад 33 мільйони переглядів, що робить його одним із 30 найпопулярніших українських музичних відео на платформі.

## Нагороди та відзнаки
| Рік  | Премія           | Номінація                                  | Результат | Дж.   |
| ---- | ---------------- | ------------------------------------------ | --------- | ----- |
| 2017 | YUNA             | Найкраща пісня українською мовою           | Перемога  | [ 7 ] |
| 2017 | YUNA             | Найкраща пісня                             | Номінація | [ 7 ] |
| 2017 | M1 Music Awards  | Спільний проект М1 і KissFM «Dance Parade» | Номінація | [ 8 ] |
| 2018 | Золота жар-птиця | Балада року                                | Перемога  | [ 9 ] |

## Цікаві факти
- Це перший музичний відеокліп гурту на україномовну композицію, який за кількістю перегладів на YouTube перетнув позначку у мільйон переглядів[5].
- На YouTube розміщена велика кількість переспівів на цю пісню. Зокрема, популярності набула версія, зроблена білоруським гуртом «NaviBand», який представляв Білорусь на пісенному конкурсі Євробаченні-2017 у Києві[10].